# Stebnícka Huta
Stebnícka Huta (in ungherese Esztebnekhuta, in tedesco Glashütte) è un comune della Slovacchia facente parte del distretto di Bardejov, nella regione di Prešov.

## Storia
Il villaggio è citato per la prima volta nel 1600 (con il nome di Vollia Huta) come possedimento della signoria di Makovica.  Intorno al 1641 sorsero qui numerose vetrerie e cristallerie. Nel XVIII secolo divenne di proprietà dei nobili Aspremont, e nel XX secolo dei Szirmay. 
Oggi Stebnícka Huta si sta trasformando in una rinomata stazione sciistica.